# The Chords (englische Band)
The Chords waren eine englische Band. 
Die Musik der Gruppe verband Einflüsse von Punk und Mod der 1960er Jahre. Dabei waren sie vor allem durch The Jam und The Who geprägt. Aber anders als die meisten Mod Revival-Bands versuchten sie nicht zum Punk auf Distanz zu gehen, sondern ließen sich zum Beispiel von Buzzcocks und The Undertones inspirieren.

## Geschichte
Im Januar 1979 suchten Sänger und Gitarrist Billy Hassett und sein Cousin, der Bassist Martin Mason, über die Kleinanzeigen im NME weitere Musiker. Es meldeten sich der Gitarrist Chris Pope und Schlagzeuger Paul Halpin, der allerdings nicht lange diese Position einnahm, sondern schnell Manager der Band wurde. Stattdessen stieß Brett Ascott zur Band.
Im März desselben Jahres standen sie zum ersten Mal auf der Bühne und im Juli wurden sie von John Peel eingeladen, bei einer Radio One Session zu spielen. Die Single Now It's Gone kletterte im September bis auf Platz 63 der britischen Charts. Der Nachfolgesong Maybe Tomorrow, der das Wiedererstarken des Faschismus in Europa thematisiert, stieg gar auf Platz 40 und wurde somit der größte kommerzielle Erfolg der Gruppe. 
Im Mai 1980 erschien das Debütalbum mit dem Titel So Far Away, das Platz 30 der Albumcharts erreichte. Im November wurde Hassett aus der Band geworfen und durch Kip Herring ersetzt. Im Sommer 1981 löste sich die Band allerdings auf.
1986 erschien noch ein Live-Album, das unter dem bezeichnenden Titel No One's Listening Anymore veröffentlicht wurde.

## Diskografie

### Alben
| Jahr | Titel       | Höchstplatzierung, Gesamtwochen, AuszeichnungChartsChartplatzierungen (Jahr, Titel, Platzierungen, Wochen, Auszeichnungen, Anmerkungen) | Anmerkungen |
| Jahr | Titel       | UK | Anmerkungen |
| ---- | ----------- | --- | ----------- |
| 1980 | So Far Away | UK30 (3 Wo.)UK |             |

Weitere Alben
- 1986: No One’s Listening Anymore
- 2001: At The BBC
- 2012: It Was Twenty Years Ago Today

### Singles
| Jahr | Titel Album                     | Höchstplatzierung, Gesamtwochen, AuszeichnungChartsChartplatzierungen (Jahr, Titel, Album, Platzierungen, Wochen, Auszeichnungen, Anmerkungen) | Anmerkungen |
| Jahr | Titel Album                     | UK | Anmerkungen |
| ---- | ------------------------------- | --- | ----------- |
| 1979 | Now It’s Gone So Far Away       | UK63 (2 Wo.)UK |             |
| 1980 | Maybe Tomorrow So Far Away      | UK40 (5 Wo.)UK |             |
| 1980 | Something’s Missing So Far Away | UK55 (3 Wo.)UK |             |
| 1980 | The British Way of Life –       | UK54 (3 Wo.)UK |             |
| 1980 | In My Street –                  | UK50 (4 Wo.)UK |             |

Weitere Singles
- 1981: One More Minute
- 1981: Turn Away Again